# Feul
 (mai 2021).
Si vous disposez d'ouvrages ou d'articles de référence ou si vous connaissez des sites web de qualité traitant du thème abordé ici, merci de compléter l'article en donnant les références utiles à sa vérifiabilité et en les liant à la section « Notes et références ».
La Feul (aussi nommée Fél) est un ruisseau du Luxembourg dans l'Oesling, traversant la commune de Feulen. C'est un affluent de la Wark .
Il prend sa source à une altitude de 488 mètres dans une gorge, la Feillach, à environ 2 km à l'est de Heiderscheid. Il coule de là dans la direction sud-est sur environ 6,2 km, à travers une vallée étroite de forêts, pour se jeter dans la Wark dans la rue Brill à Feulen.
La Feul a quelques petits ruisseaux affluents, comme la Schmuelschenderbaach et la Réideschbaach.